# 羽月澪
羽月 澪（はづき みお、1982年10月31日 - ）は、日本のストリッパー。
大阪府出身。 身長168cm。スリーサイズはB88cm（Eカップ）・W60cm・H92cm。血液型はO型。

## 略歴
元は化粧品の販売員。体のラインに自信があったことから裸になる仕事を探し、絵画のモデル事務所の面接を受けたところ、そこでストリップへの道を勧められる。最初からヌードモデルになるつもりだったので本人にも拒絶する意志はなく、トントン拍子に話が進む。
最初の面接からわずか1ヵ月後の2004年10月11日、道頓堀劇場所属のダンサーとして渋谷道頓堀劇場で初舞台を踏む。以降、札幌・渋谷道頓堀劇場を問わず、各地の劇場で活躍。
2009年3月20日、札幌道頓堀劇場の公演をもって引退。

## 人物
性格的にはどちらかと言うとおとなしめで、客に対する応対も優しくて丁寧。ファンに対する好感度も上々で、「今時こんな子がいるのか」という声も聞こえるほど。
好きな物は、食べ物では果物、ケーキ。花ではバラ、チューリップ。趣味は長風呂。
劇場での差し入れ希望は水、菓子。